# Anthony Stewart Head
À ne pas confondre avec Antony Head, diplomate et homme politique britannique.
Pour les articles homonymes, voir Head.
Anthony Stewart Head est un acteur et chanteur britannique, né le 20 février 1954 à Camden Town (un quartier de Londres).
Il se fait connaître en jouant un rôle récurrent dans une série de publicités pour Nescafé et devient célèbre en interprétant le rôle de Rupert Giles dans la série télévisée Buffy contre les vampires. Il apparaît par la suite dans plusieurs films ainsi que dans de nombreuses séries aussi bien américaines que britanniques, notamment Merlin. Frère cadet de Murray Head pour lequel il a été choriste parfois, Anthony est lui aussi chanteur et a enregistré deux albums.

## Biographie

### Jeunesse
Anthony Stewart Head est le fils de Seafield Head, un réalisateur de documentaires, et de l'actrice Helen Shingler. Il est le frère cadet du chanteur Murray Head. Désirant être acteur depuis l'âge de six ans, il étudie à la Sunbury Grammar School, puis à la London Academy of Music and Dramatic Art, dont il sort diplômé en 1976.

### Carrière d'acteur
Il fait ses débuts à la télévision britannique en 1978 et apparaît tout au long des années 1980 dans plusieurs séries ainsi que dans les films L'Amant de lady Chatterley (1981) et L'Irlandais (1987). Au théâtre, il obtient son premier succès dans la comédie musicale Godspell. Il joue par la suite dans de nombreuses pièces et se fait notamment remarquer pour son interprétation de Frank N. Furter dans une reprise de la comédie musicale The Rocky Horror Show en 1990/1991, un rôle qui lui ouvre de nombreuses interactions avec le public.
Il accède à une certaine notoriété en tournant de 1987 à 1993 une série de publicités pour la marque Nescafé au cours de laquelle une véritable histoire se développe et qui est très populaire au Royaume-Uni et aux États-Unis. Il commence alors à apparaître dans des séries télévisées américaines telles que Highlander, New York Police Blues et VR.5, où il tient l'un des rôles principaux mais qui ne dure qu'une saison.
C'est en 1997 qu'il devient célèbre en commençant à jouer le rôle de Rupert Giles, bibliothécaire et mentor de Buffy Summers et l'un des personnages principaux de la série Buffy contre les vampires. Il auditionne pour le rôle car il aime le concept de ce personnage, très différent des stéréotypes de personnages britanniques dans les séries américaines, et il l'obtient en mélangeant lors de l'audition des aspects de Hugh Grant, d'Alan Rickman et du prince Charles. Lors des cinq premières saisons de la série, il vit huit mois par an à Los Angeles. Lors des deux dernières saisons, son personnage quitte la distribution principale, tout en continuant d'apparaître de façon récurrente, afin de lui permettre de passer plus de temps avec sa famille. En 2003, à la fin de la série, Joss Whedon évoque l'idée de lui faire reprendre son personnage pour une série dérivée intitulée Ripper qui serait produite par la BBC mais ce projet ne se concrétise pas.
De retour en Angleterre, il interprète l'un des personnages principaux de la série Manchild, puis incarne le premier ministre dans la série de sketches Little Britain de 2003 à 2006. En 2006, il incarne un adversaire du Docteur dans l'épisode L'École des retrouvailles de Doctor Who, une interprétation saluée par le public de la série. En 2007 et 2008, il est le narrateur des 3e et 4e saisons de la série documentaire Doctor Who Confidential.
En 2007, il fait un caméo dans le film Sweeney Todd : Le Diabolique Barbier de Fleet Street. Il devait initialement tenir le rôle plus important de l'un des narrateurs fantomatiques du film, aux côtés de Christopher Lee, mais ces personnages sont finalement supprimés du film. De 2008 à 2011, il tient l'un des rôles principaux de la série Merlin, interprétant le personnage d'Uther Pendragon.
Il apparaît ensuite au cinéma, notamment dans les rôles de Geoffrey Howe dans La Dame de fer (2011) et de Chiron dans Percy Jackson : La Mer des monstres (2013). Il joue également dans quelques épisodes de la série Warehouse 13 et intègre en 2014 la distribution principale de la série post-apocalyptique Dominion, qui a pour thème une guerre entre les anges.

### Musique
Dès 1975, il est choriste pour son frère Murray Head, on le retrouve sur le deuxième album de ce dernier Say It Ain't So qui est un grand succès à sa sortie. Il collaborera ainsi sur 3 autres albums de son frère entre 1981 à 1984. Au début des années 1980, il est le chanteur du groupe Two Ways, qui sort un maxi en 1983. En 2002, il sort un album baptisé Music for Elevators qui contient un duo avec Amber Benson, une de ses partenaires dans la série Buffy contre les vampires. Il a l'occasion d'exercer ses talents de chanteur dans l'épisode musical de cette série, ainsi que dans le film Repo! The Genetic Opera (2008). Il enregistre un deuxième album, Staring at the Sun, en 2014.

### Vie privée
Il rencontre sa compagne, Sarah Fisher, au début des années 1980 au Royal National Theatre. Il a deux filles prénommées Emily (née en 1988) et Daisy (née en 1991). Il vit près de Bath, dans le Somerset en Angleterre, et sa maison a servi de lieu de tournage pour quelques scènes de la 7e saison de Buffy contre les vampires.

## Discographie
- 1975 : Say It Ain't So de Murray Head - Anthony est choriste sur le deuxième album de son frère
- 1981 : Voices de Murray Head - Choriste
- 1983 : Face in the Window - Avec son groupe Two Ways
- 1984 : Restless de Murray Head - Choriste
- 1987 : Sooner or Later de Murray Head - Choriste
- 1991 : Sweet Transvestite - Single
- 2001 : One More with Feeling - Bande Sonore du film Buffy et les Vampires
- 2002 : Music for Elevators - En collaboration avec George Sarah
- 2012 : Cry - Single avec Marina Florance
- 2014 : Staring at the sun - Album solo

## Filmographie

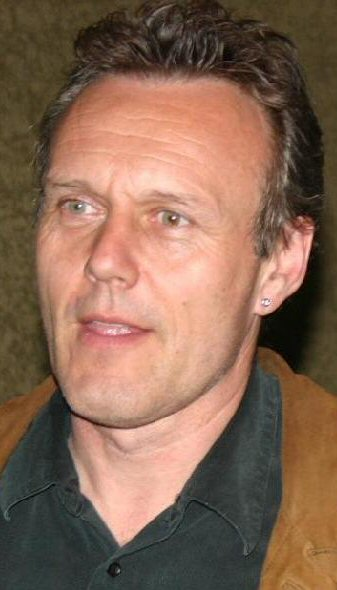
Anthony Stewart Head en 2004.

### Cinéma

#### Longs métrages
- 1981 : L'Amant de Lady Chatterley (Lady Chatterley's Lover) de Just Jaeckin : Anton
- 1987 : L'Irlandais (A Prayer for the Dying) de Mike Hodges : Rupert
- 1988 : The Zero Option de Sarah Hellings : Bruce Michaelis
- 2003 : Star de père en fille (I'll Be There) de Craig Ferguson : Sam Gervasi
- 2004 : Fat Slags d'Ed Bye : Victor
- 2005 : Imagine Me and You d'Ol Parker : Ned
- 2006 : Scoop de Woody Allen : L'inspecteur
- 2007 : Sparkle (en) de Tom Hunsinger et Neil Hunter : Tony
- 2007 : L'empire des elfes (The Magic Door) de Paul Matthews : George
- 2008 : Repo! The Genetic Opera de Darren Lynn Bousman : Nathan Wallace / Repo Man
- 2011 : Les Boloss (The Inbetweeners) de Ben Palmer : Mr McKenzie
- 2011 : La Dame de fer (The Iron Lady) de Phyllida Lloyd : Geoffrey Howe
- 2011 : Fantômes et Cie (The Great Ghost Rescue) de Yann Samuell : Le premier ministre
- 2012 : Ghost Rider 2 : L'Esprit de vengeance (Ghost Rider: Spirit of Vengeance) de Mark Neveldine et Brian Taylor : Benedict
- 2013 : Percy Jackson : La Mer des monstres (Percy Jackson : Sea of Monsters) de Thor Freudenthal : Chiron
- 2013 : Metegol de Juan José Campanella : Flash (voix anglaise)
- 2013 : Convenience de Keri Collins : Barry
- 2014 : L'amour à vol d'oiseau (Flying Home) de Dominique Deruddere : Le père de Colin
- 2014 : Death of a Farmer de Jack Eve : John
- 2016 : Un chat pour la vie (A Street Cat Named Bob) de Roger Spottiswoode : Jack Bowen
- 2016 : Despite the Falling Snow de Shamim Sarif : Misha vieux
- 2016 : The Brother de Ryan Bonder : Jack
- 2018 : Batman : Gotham by Gaslight de Sam Liu : Alfred Pennyworth (voix)
- 2020 : Feedback de Pedro C. Alonso : Norman Burgess
- 2020 : Pinky de Zah Ahmad : Alex White
- 2020 : Sideshow d'Adam Oldroyd : Gerald
- 2021 : School's Out Forever d'Oliver Milburn : Le principal
- 2021 : Let the Wrong One In de Conor McMahon : Henry
- 2024 : Surclassée de Carlson Young : Julian Marx

#### Courts métrages
- 2007 : Amelia and Michael (en) de Daniel Cormack : Michael
- 2011 : Ella de Dan Gitsham : Le père
- 2013 : Hereafter de Johnny Kenton : Magellan
- 2013 : Reel Life de Laurence Relton : Lorenzo

### Télévision

#### Séries télévisées
- 1978 : Enemy at the Door (en) : Clive Martel
- 1978 : Lillie : William Le Breton
- 1979 : The Mallens (en) : Weir
- 1979 : Secret Army (en) : Hanslick
- 1980 : À la poursuite de l'amour (Love in a Cold Climate) : Tony Kroesig
- 1981 : Bergerac : Bill
- 1985 : C.A.T.S. Eyes (en) : James Sinden
- 1985 : Howards' Way (en) : Phil Norton
- 1987 : Boon : Richard Rathbone
- 1987 : Pulaski : Dudley Fielding
- 1988 : Rockliffe's Babies (en) : Chris Patterson
- 1991 : Woof! (en) : Bentley
- 1993 : Highlander : Allan Rothwood
- 1995 : VR.5 : Oliver Sampson
- 1995 : New York Police Blues (NYPD Blue) : Nigel Gibson
- 1995 : Ghostbusters of East Finchley : Terry
- 1997 : Jonathan Creek : Adam Klaus
- 1997 - 2003 : Buffy contre les vampires (Buffy the Vampire Slayer) : Rupert Giles
- 1999 : Un toit pour trois (Two Guys, a Girl and a Pizza Place) : Dr Staretski
- 2001 : Affaires non classées (Silent Witness) : Henry Hutton
- 2002 : MI-5 (Spooks) : Peter Salter
- 2002 : Fillmore ! (Disney's Fillmore!) : Professeur Third (voix)
- 2002 - 2003 : Manchild : James
- 2003 / 2005 : Ma tribu (My Family) : Richard Harper
- 2003 - 2006 : Little Britain : Le premier ministre
- 2004 : Flics toujours (New Tricks) : Sir Tim
- 2004 : Monarch of the Glen (en) : Chester Grant
- 2005 : M.I.T.: Murder Investigation Team : Stewart Masters
- 2005 : Rose and Maloney : Dr David Terry
- 2006 : Hôtel Babylon : Mr Machin
- 2006 - 2007 : Doctor Who : Mr Finch / Baltazar (voix)
- 2007 : Sold (en) : Mr Colubrine
- 2007 : Sensitive Skin : Tom Paine
- 2008 : The Invisibles : Maurice Riley
- 2008 : Freezing : Lindsay Posner
- 2008 - 2012 : Merlin : Roi Uther Pendragon
- 2009 : Free Agents : Stephen Caudwell
- 2011 - 2012 : Free Agents : Stephen Caudwell
- 2013 : Dancing on the Edge : Donaldson
- 2013 : NTSF:SD:SUV : Corningham
- 2013 - 2014 : Warehouse 13 : Paracelsus
- 2013 - 2015 : You, Me & Them : Ed Walker
- 2014 - 2015 : Dominion : David Whele
- 2015 : Galavant : Le père de Galavant
- 2015 - 2016 : Yonderland :
- 2016 : Guilt : James Lahue
- 2016 : Drunk History : UK : Alexander Graham Bell / Amiral Horatio Nelson
- 2017 : Still Star-Crossed : Lord Silvestro Capulet
- 2017 : Shadowhunters : Angel Raziel (voix)
- 2018 : La Foire aux vanités (Vanity Fair) : Lord Steyne
- 2018 : The Split : Oscar Defoe
- 2018 : Girlfriends : John
- 2019 : Jack Ryan : Rupert Thorne
- 2019 - 2022 : Motherland : Bill
- 2020 : Intimidation (The Stranger) : Ed Price
- 2020 : Robot Chicken : Rupert Giles / Albus Dumbledore (voix)
- 2020 - 2023 : Ted Lasso : Rupert Mannion
- 2021 : Feel Good : George Senior
- 2021 : Adventure Time : le pays magique (Adventure Time : Distant Lands) : Un magicien (voix)
- 2021 : Back : Mike
- 2021 : The Canterville Ghost : Sir Simon de Canterville
- 2022 : La Chronique des Bridgerton (Bridgerton) : Lord Sheffield
- 2023 : Slayers : A Buffyverse Story : Rupert Giles (voix)

#### Téléfilms
- 1994 : Royce de Rod Holcomb : Pitlock
- 1994 : The Trial of Lord Lucan de Richard Signy : Dominic Elwes
- 2000 : Best Actress d'Harvey Frost : Colin Truemans
- 2003 : Pancho Villa (And Starring Pancho Villa as Himself) de Bruce Beresford : William Benton
- 2007 : Persuasion d'Adrian Shergold : Sir Walter Elliot

## Distinctions
Cette section récapitule les principales récompenses et nominations obtenues par Anthony Head. Pour une liste plus complète, se référer à l'Internet Movie Database.

### Nominations
- 2001 : Saturn Award du meilleur acteur de télévision dans un second rôle pour Buffy contre les vampires
- 2007 : Festival de télévision de Monte-Carlo : Meilleur acteur dans un téléfilm pour Persuasion